# Jarabá
Jarabá – wieś (obec) na Słowacji położona w kraju bańskobystrzyckim, w powiecie Brezno. Znajduje się w Niżnych Tatrach, na dnie wąskiej doliny Štiavnička, po południowej stronie przełęczy Czertowica. Przez wieś biegnie droga krajowa nr 72 z Podbrezovej w dolinie górnego Hronu do Liptowskiego Gródka na Liptowie.

## Historia
Wieś powstała najprawdopodobniej w XIV wieku jako osada górnicza. Pierwsze wzmianki o niej pochodzą z 1540 roku. Pierwotnie kopano tu rudy srebra i miedzi, a od XVI wieku także rudy żelaza. Do połowy XVI wieku tutejsze kopalnie i huty należały do przedsiębiorców górniczych z Bańskiej Bystrzycy, następnie przeszły na własność skarbu państwa austriackiego. Na początku XIX wieku zaprzestano również wydobycia i przeróbki rudy żelaza. Mieszkańcy pracowali najpierw w wymienionych wyżej kopalniach i metalurgicznych zakładach przeróbczych, następnie głównie w lasach, zaś od lat międzywojennych – w zakładach przemysłowych Brezna i Podbrezovej.

## Demografia
Według danych z dnia 31 grudnia 2012 roku, wieś zamieszkiwało 48 osób, w tym 23 kobiety i 25 mężczyzn.
W 2001 roku pod względem narodowości i przynależności etnicznej 81,4% mieszkańców stanowili Słowacy.
Ze względu na wyznawaną religię struktura mieszkańców kształtowała się w 2001 roku następująco:
- Katolicy rzymscy – 30,23%
- Ewangelicy – 30,23%
- Ateiści – 18,6%
- Nie podano – 20,93%

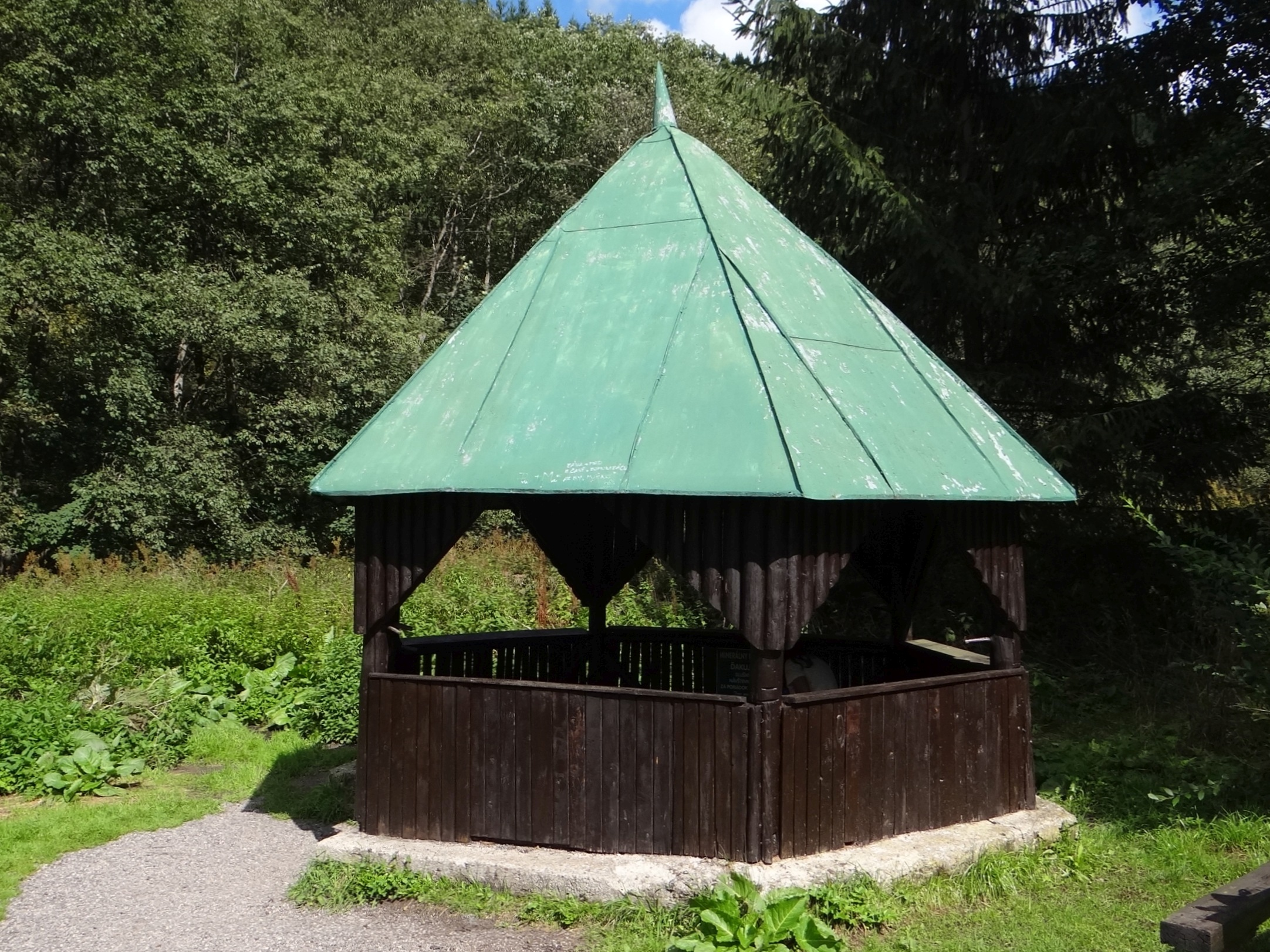
Źródło wody mineralnej
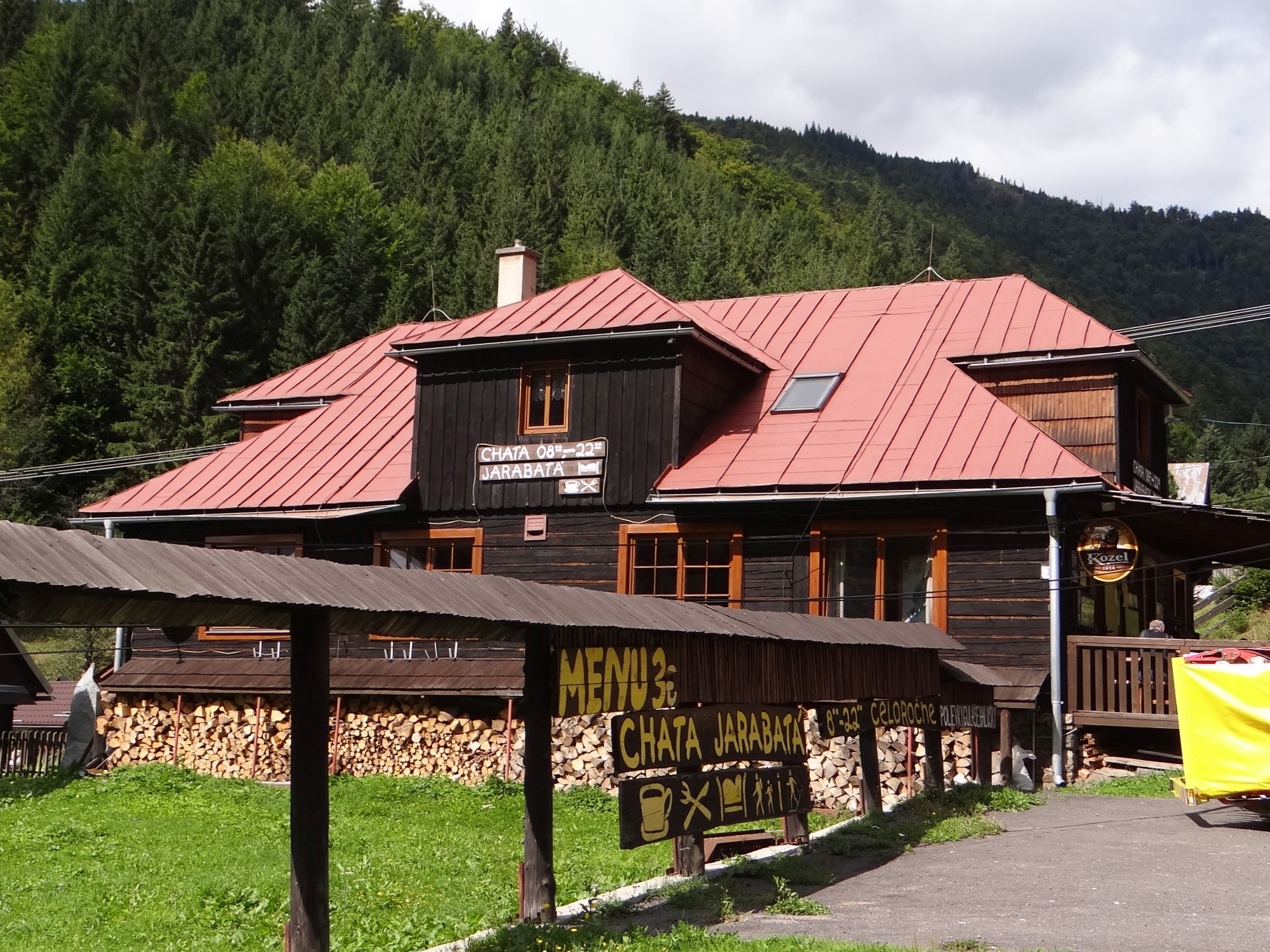
Chata „Jaraba”
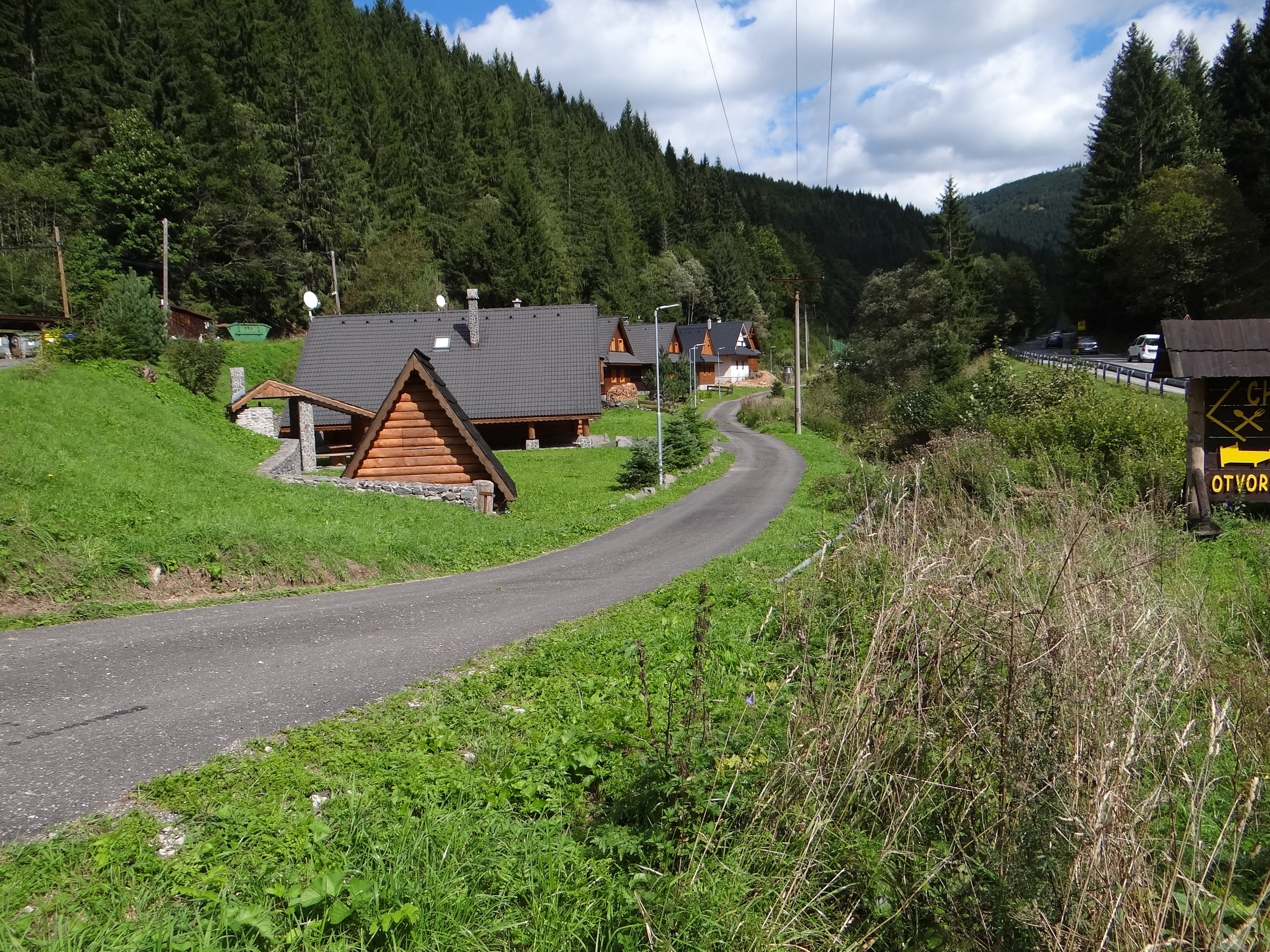
Domy w dolinie Štiavnička
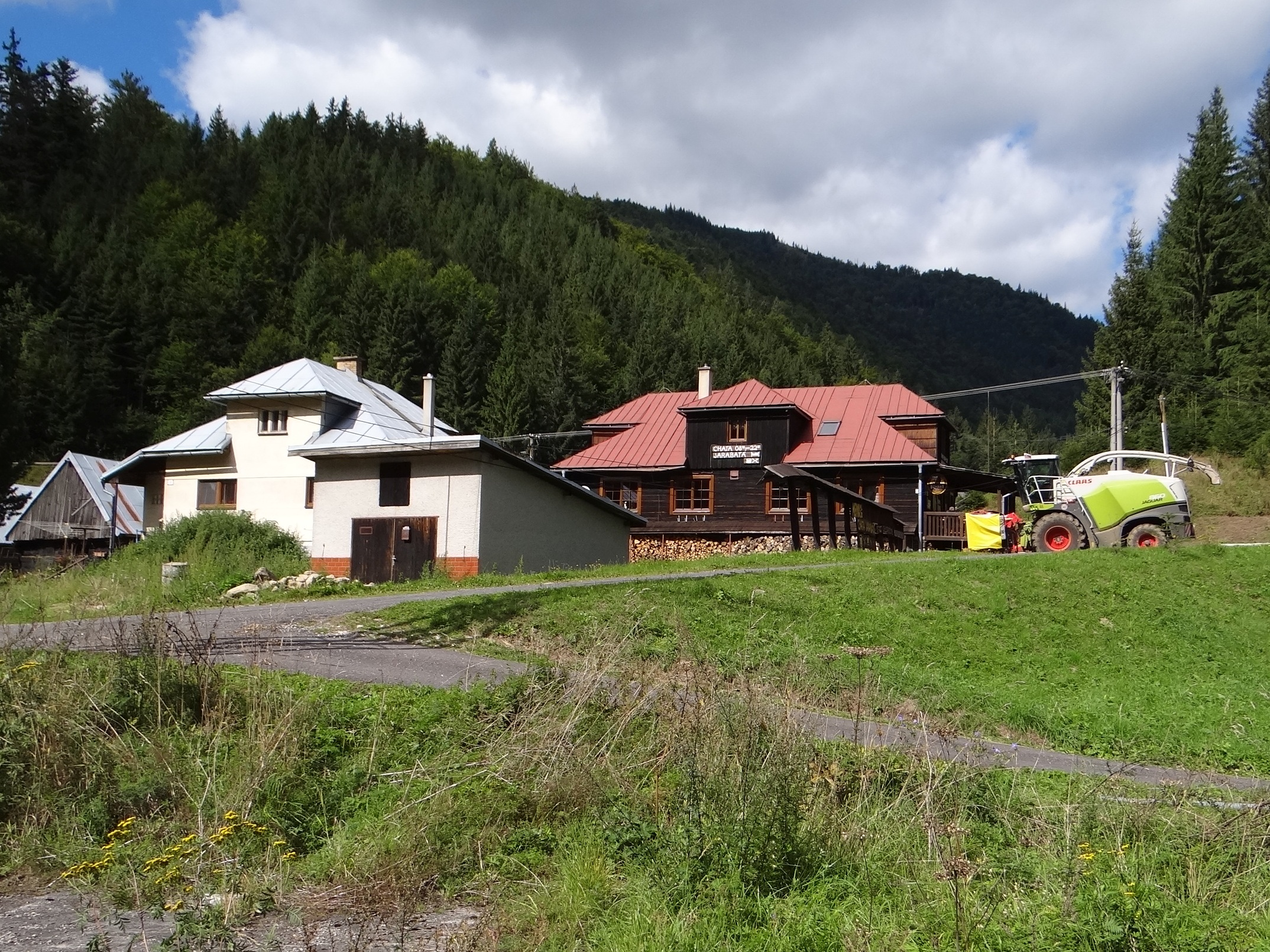
Wylot Kumštovej doliny